# Селезнівська селищна рада
| Селезнівська селищна рада — орган місцевого самоврядування у Перевальському районі Луганської області з адміністративним центром у смт Селезнівка. Історична дата утворення: в 1917 році. Водоймища на території, підпорядкованій даній раді: річки Біла, Утка, Селезень. Селищній раді підпорядковані населені пункти: - смт Селезнівка - с-ще Радгоспний - с. Уткине |

## Склад ради
Рада складається з 20 депутатів та голови.

### Керівний склад ради
| ПІБ                             | Основні відомості                                                        | Дата обрання | Дата звільнення |
| ------------------------------- | ------------------------------------------------------------------------ | ------------ | --------------- |
| Соловйова Людмила Іванівна      | Селищний голова, 1967 року народження, освіта, член Партії регіонів      | 26.03.2006   | 04.02.2010      |
| Чибіряк Олександр Володимирович | Селищний голова, 1956 року народження, освіта вища, член Партії регіонів | 31.10.2010   |                 |

Примітка: таблиця складена за даними джерела